# Razzo ad acqua

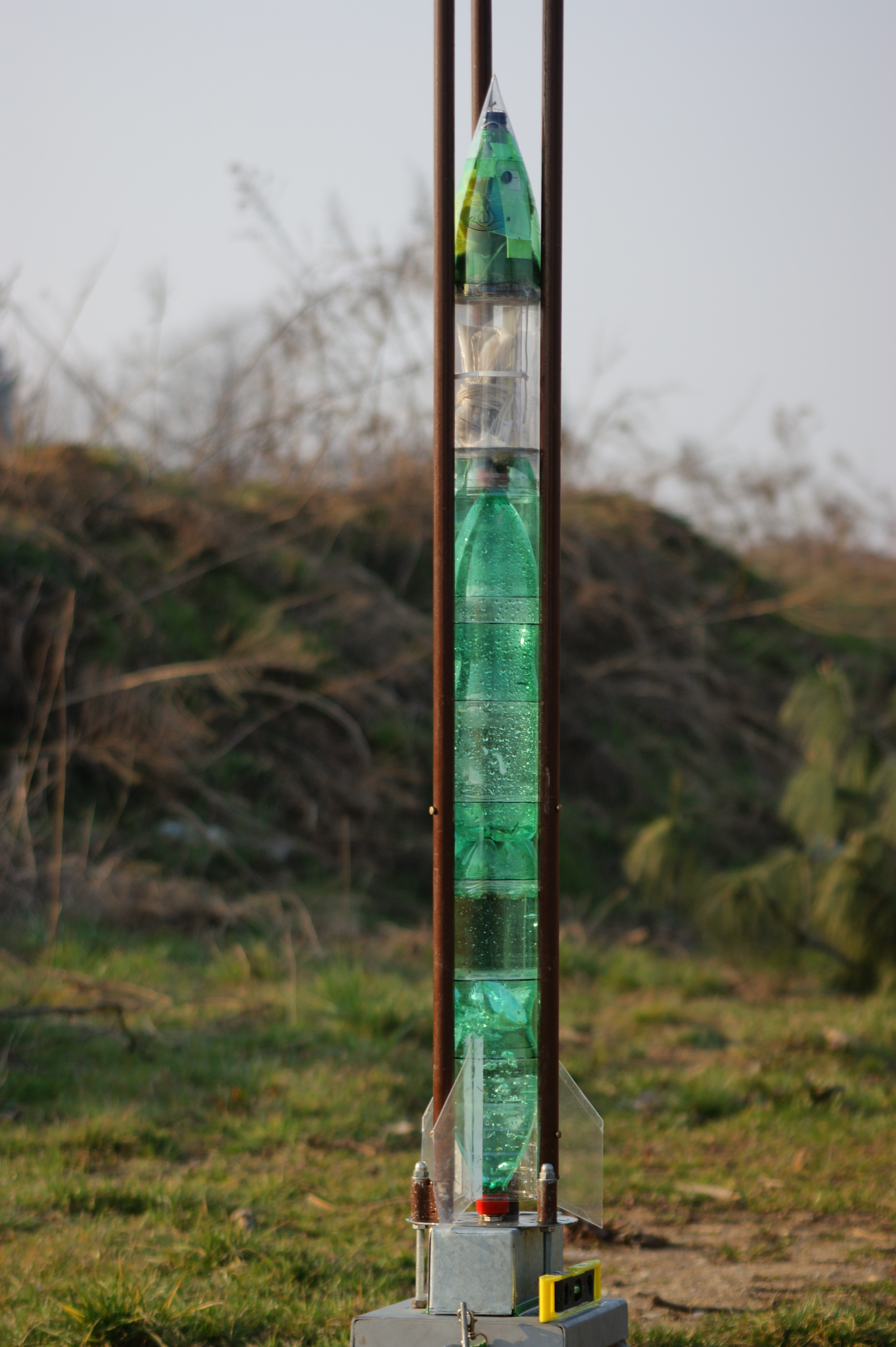
Razzo ad acqua con capacità di 3 litri, agganciato alla rampa di lancio

Un razzo ad acqua è un razzo che sfrutta per la propulsione la forza generata dall'espulsione di acqua mediante aria compressa.

## Teoria
La terza legge della dinamica formulato da Isaac Newton nel 1687 è il principio fondamentale che permette di descrivere il movimento di un razzo e afferma che "Ad ogni azione corrisponde una reazione uguale e contraria". Questo principio stabilisce che in un sistema la quantità di moto p, cioè il prodotto della massa per le velocità, rimane costante, ovvero la sua derivata nel tempo è nulla:
{\displaystyle {\frac {dp}{dt}}=0}
Da questa legge, con opportuni passaggi matematici e sostituzioni, si deriva l'equazione del razzo di Tsiolkovskij:
{\displaystyle v=v_{u}\ln {\frac {m_{0}}{m}}}
dove {\displaystyle v} è la velocità istantanea, {\displaystyle v_{u}} la velocità di uscita del fluido all'ugello, {\displaystyle m_{0}} la massa totale iniziale e {\displaystyle m} la massa istantanea.

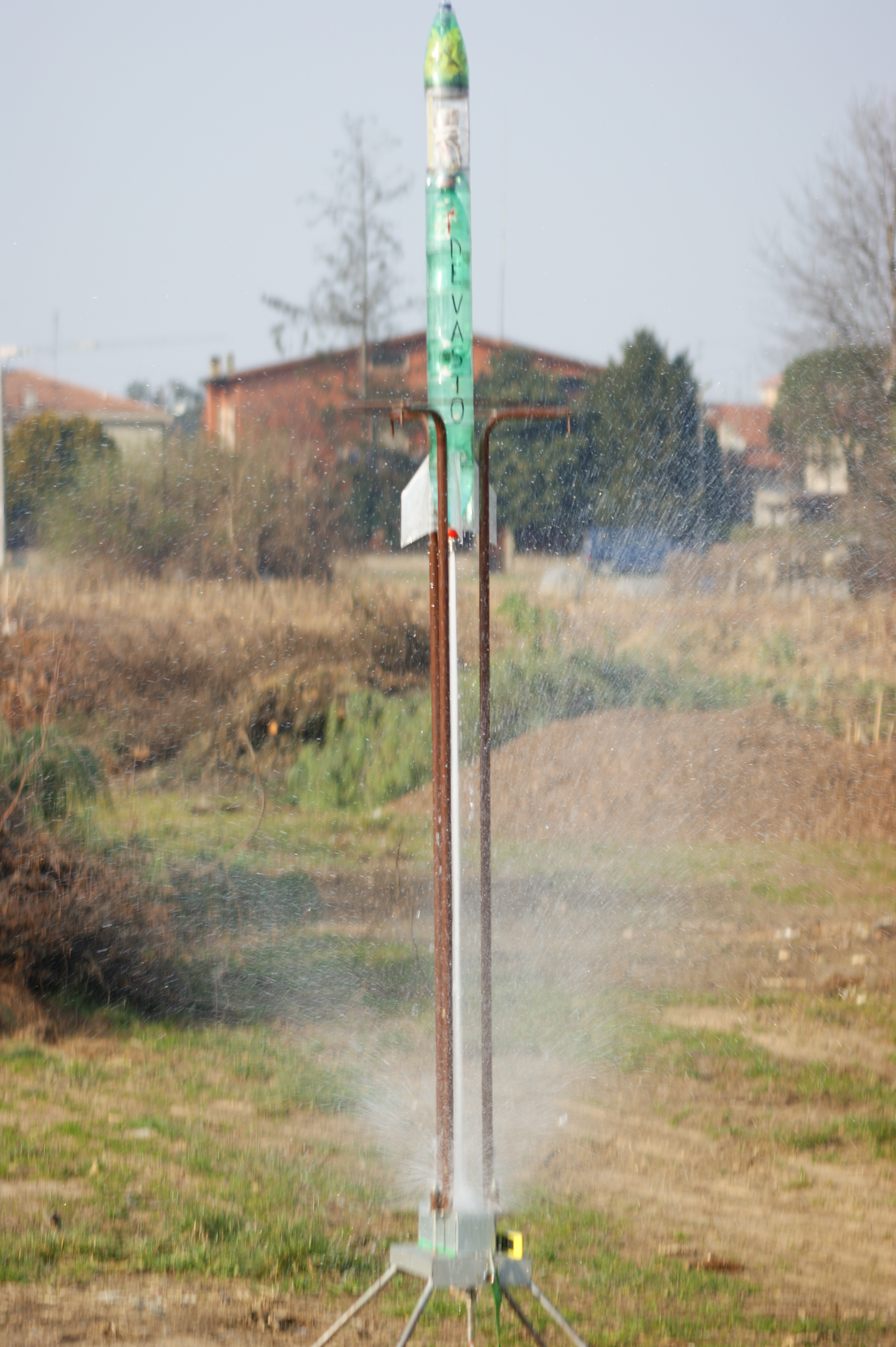
Razzo ad acqua in partenza: si noti il getto prolungato che lascia dietro di sé

Il razzo ad acqua è schematizzabile come un sistema in cui con un certo processo avviene l'espulsione di una parte della sua massa realizzando così una spinta in avanti. L'energia per l'espulsione di questa frazione di massa è fornita dall'energia meccanica immagazzinata sotto forma di gas in pressione. Questo è il caso del razzo ad acqua in cui il fluido espulso è appunto acqua e l'energia viene dall'aria compressa contenuta all'interno del serbatoio.
L'espansione dell'aria compressa avviene in un tempo relativamente breve, talmente breve (circa 0,2 s) da non permettere il riequilibrio termico, per cui l'espansione si può considerare una trasformazione adiabatica. Applicando questa considerazione si può derivare la formula che descrive la forza teorica che agisce sull'acqua espulsa che avrà la stessa intensità di quella che spinge il razzo:
{\displaystyle F=\pi r^{2}P}
dove {\displaystyle r} è il raggio dell'ugello e {\displaystyle P} la differenza tra pressione interna ed esterna.
Nel suo moto il razzo è soggetto inoltre alla forza gravitazionale e alla resistenza esercitata dall'aria secondo le leggi della fluidodinamica.
L'equazione finale che descrive il moto del razzo è complessa e viene risolta numericamente da parecchi programmi di simulazione disponibili in internet.
La stabilità del volo del razzo è condizionata dalla posizione del baricentro e dalla posizione del centro di pressione aerodinamica. Il primo deve sempre trovarsi di fronte al secondo e ad una distanza che empiricamente si stima come ottimale quando è pari a circa due volte il diametro del razzo. Per distanze inferiori il volo può diventare instabile.
Il centro di pressione aerodinamica rappresenta sostanzialmente il punto in cui si possono pensare concentrate tutte le forze che frenano il moto del razzo dovute alla resistenza dell'aria.
Il calcolo della sua posizione è molto complesso, ma grazie al lavoro di James Barrowman (pubblicato nel 1966) si può risolvere usando un sistema di equazioni semplificato. Un metodo alternativo è quello di trovare il baricentro di una sagoma di cartone che ha la stessa forma della sagoma del razzo. Questo punto e molto vicino al vero centro di pressione aerodinamica. La posizione del centro di pressione aerodinamica si può in una certa misura aggiustare tramite la posizione e la dimensione degli alettoni.

## Pratica

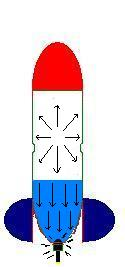
Forze all'interno di un razzo carico.

Il razzo ad acqua è nella maggior parte dei casi, una bottiglia che funge da serbatoio in cui è possibile inserire sia acqua che aria e la cui estremità inferiore è aperta, fungendo da ugello.
Una volta inserita l'acqua, viene pompata l'aria all'interno per aumentare la pressione. Il volume d'aria preme sulle pareti del serbatoio come sull'acqua, incomprimibile, la quale trasmette la forza sul foro dell'ugello, chiuso. Poi tramite un meccanismo di sgancio l'apertura viene svincolata e l'acqua, che si trova sul fondo del serbatoio, viene violentemente espulsa dando così una ragguardevole spinta nel verso opposto. Una volta finita l'acqua, cosa che avviene nel giro di pochi centesimi di secondo, continua a fuoriuscire il volume d'aria compressa, comportandosi come i gas di scarico di un razzo a combustibile.
Esaurita anche l'aria compressa, il razzo prosegue per inerzia nel suo moto verso il cielo ma allo stesso tempo è attratto al suolo dalla forza gravitazionale terrestre ed è rallentato dalla forza di attrito dell'aria per cui una volta esaurita, all'apogeo, l'accelerazione iniziale data dall'espulsione dell'acqua e dalla fuoriuscita dell'aria compressa cade verso il suolo.

## Costruzione

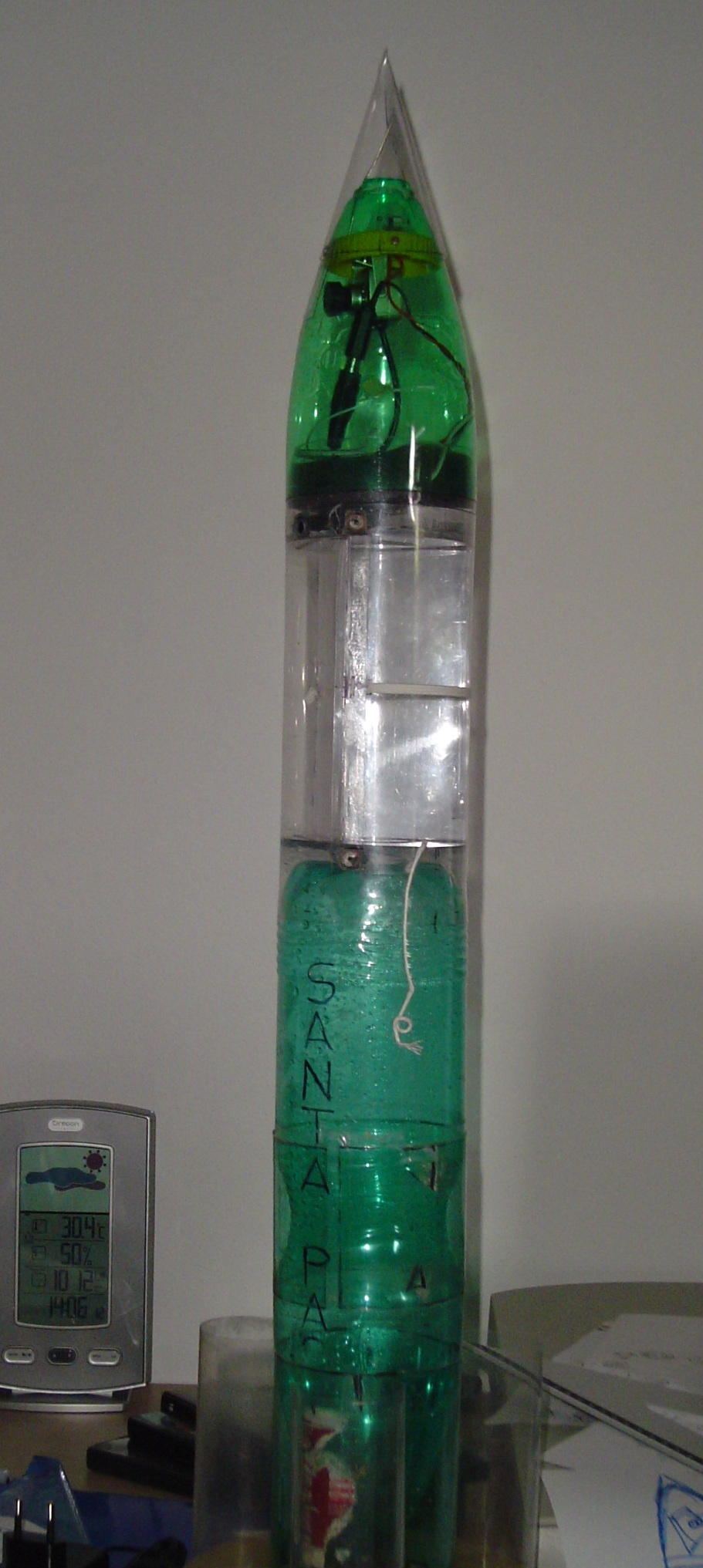
Razzo completo di ogiva, pinne e telecamera a bordo

La costruzione di un razzo ad acqua parte da materiali molto comuni e spesso riciclati come bottiglie di plastica, CD-ROM, cartone, pannelli in plastica ecc. uniti con colla per ottenere giunture resistenti o anche semplice nastro adesivo per particolari meno critici.
Il razzo più semplice può essere realizzato con una semplice bottiglia per bevande gassate, un'ogiva, un sistema di sgancio e degli alettoni.

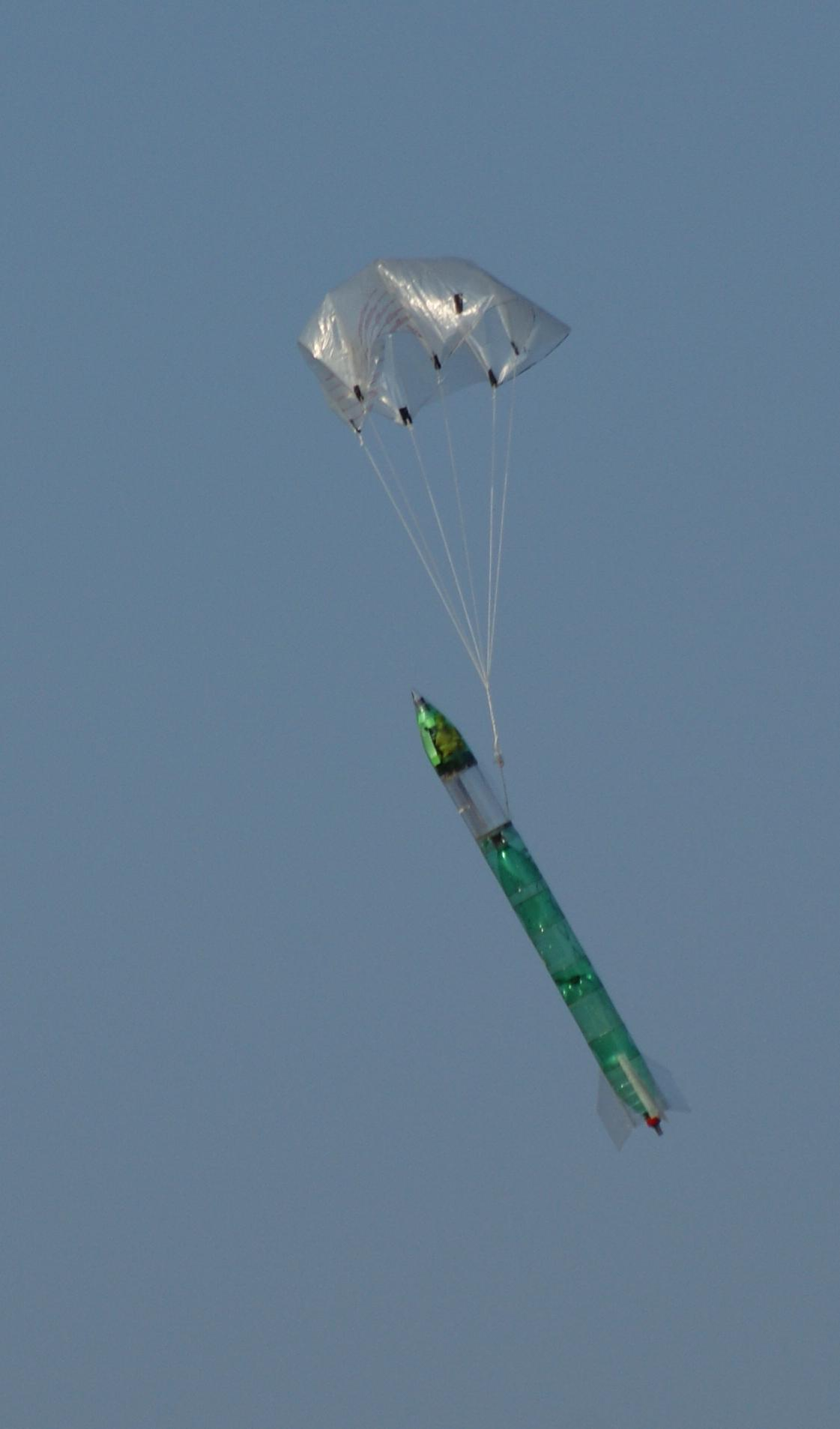
La discesa del razzo è rallentata dal paracadute così che l'impatto non sia violento

È necessario inoltre avere una rampa di lancio dato che la prima fase del volo del razzo è particolarmente instabile. Si può costruire con tubi di plastica o di metallo e assi di legno sagomate.
Il sistema di sgancio più semplice consiste nell'applicazione sul fondo della bottiglia di un connettore con sgancio rapido da giardinaggio. La parte fissa sulla bottiglia è il connettore maschio che permette l'accoppiamento col connettore femmina e funge anche da ugello, il connettore di tipo femmina garantisce la tenuta stagna durante il caricamento in pressione e permette lo sganciamento rapido al lancio.
Si possono costruire altri sistemi di sgancio, ma sostanzialmente il principio usato è il medesimo.
Le possibili configurazioni sono diverse:
- a singolo stadio: razzi costruiti con una o più bottiglie opportunamente assemblate.
- multistadio: tramite speciali meccanismi a pressione, si possono unire più razzi in serie affinché un booster principale porti in altezza il razzo, il quale a sua volta partirà per raggiungere un'altezza maggiore non appena il booster avrà finito la sua spinta.
- multiugello: qui invece abbiamo più razzi paralleli tra di loro uniti in un unico corpo. Gli ugelli dei vari razzi vengono liberati contemporaneamente tramite opportuni meccanismi.

I razzi possono essere dotati di utili accessori:
- sistema di recupero: la violenza dell'impatto col suolo può creare danni al razzo. Per diminuirne la velocità d'impatto è necessario frenarlo e il paracadute è il sistema più efficace.
- ali per lunghe planate in gare di distanza.
- videocamera inserita nell'ogiva: le riprese aeree possono risultare molto suggestive.[1]
- altimetro elettronico: per tracciare l'andamento del volo e la quota massima raggiunta.

La pressione interna potrebbe essere generata anche tramite reazioni chimiche, ma in questo caso non si tratta più di razzi ad acqua.
Considerando le caratteristiche che il serbatoio deve avere, è evidente che una normale bottiglia di plastica per bevanda gassata è un'ottima candidata per la costruzione del razzo ad acqua.

## Prestazioni

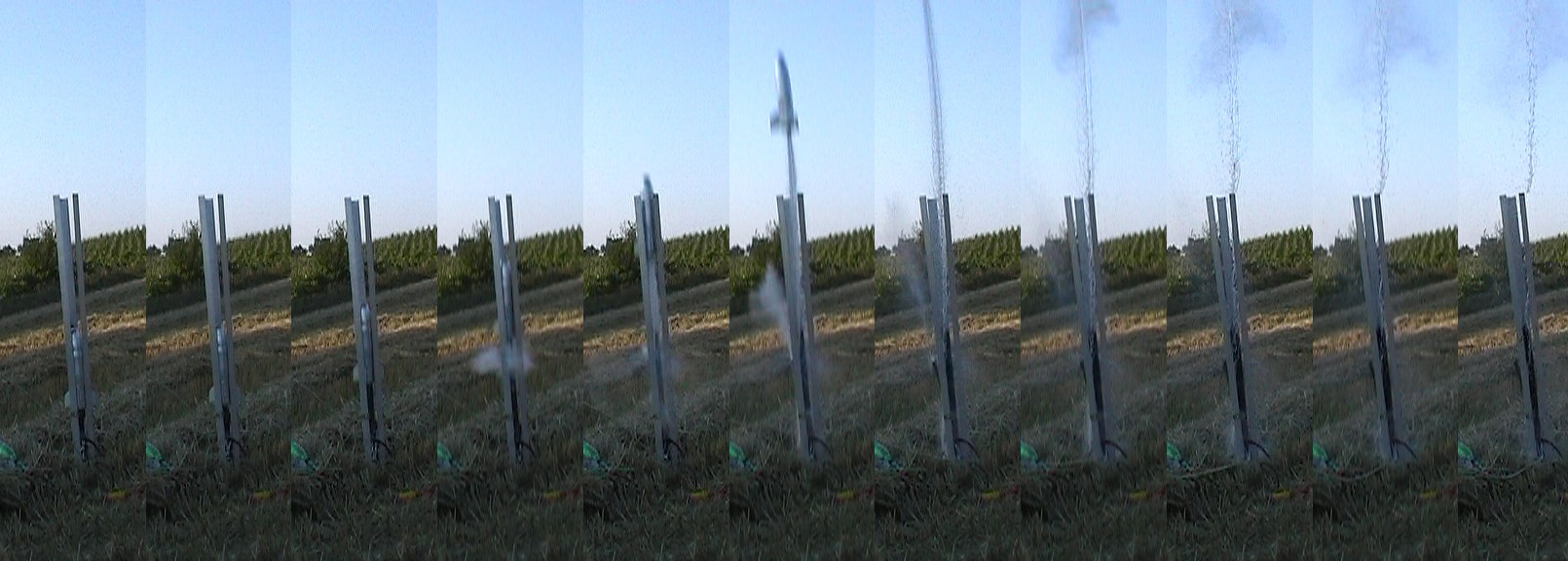
Questa immagine mostra ogni 0,02sec il lancio di un razzo.

La leggerezza del razzo a vuoto è tale che la maggior parte del peso a pieno carico è data dall'acqua contenuta. Quindi, applicando l'equazione del razzo di Tsiolkovskij, si ha un valore molto favorevole per quanto riguarda il rapporto tra le masse. Inoltre anche la velocità d'espulsione dell'acqua è molto alta, quindi non deve stupire che le prestazioni di questi mezzi possano essere così eccellenti: una banalissima bottiglia di plastica per bevande gassate convertita a razzo, carica a 1/3 del suo volume con acqua e aria ad una pressione di 8-9 atmosfere può spingere il razzo anche oltre un centinaio di metri d'altezza, con una velocità di punta superiore a 100 km/h. Anche se solo gonfiati di aria compressa possono compiere notevoli distanze, sia in termini di altezza che in termini di distanza lineare dal luogo di lancio a quello di impatto: la sola influenza di un vento medio può spingerli fino a 130 m di distanza, se poi il lancio è inclinato si possono superare anche i 200 m.

## Sicurezza

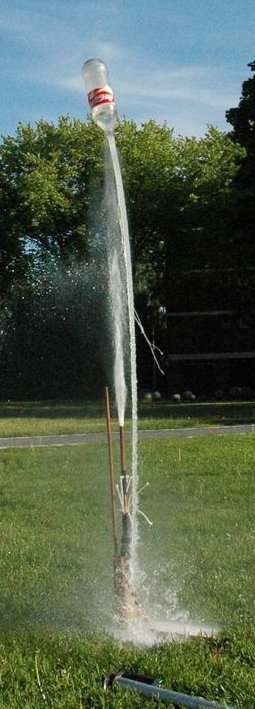
Questo "razzo" sprovvisto di Ogiva e Pinne, rende la sua traiettoria pericolosa

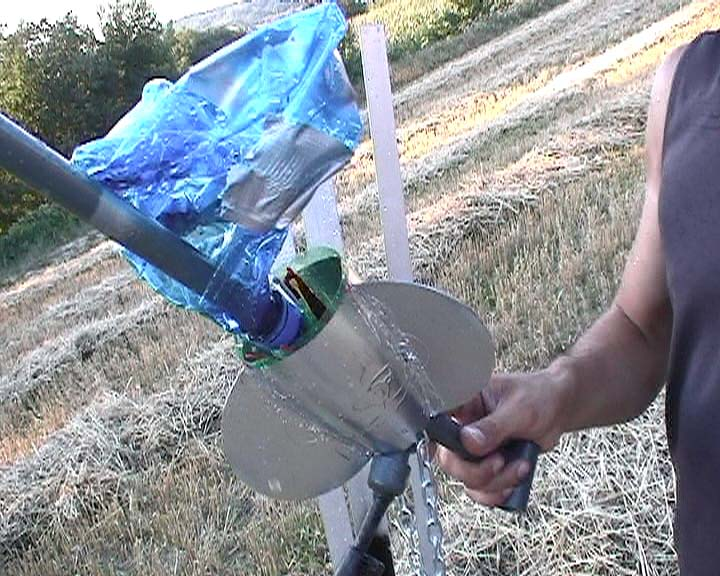
Un Razzo ad Acqua esploso sulla rampa di lancio

Un razzo ad acqua è un oggetto in grado di immagazzinare una notevole quantità d'energia. Questa energia, sotto forma di aria compressa, può accidentalmente liberarsi in modo violento ed improvviso per il cedimento del serbatoio.
L'esplosione del razzo non è accompagnata da fuoco o liberazione di sostanze chimiche, ma la sua violenza è tale da poter dare danni permanenti all'udito e da proiettare piccoli corpi (schegge, sassi, etc.) ad alta velocità. Mantenere una ragguardevole distanza dal razzo in pressione è la minima precauzione da prendere. Si consiglia inoltre l'uso di tappi per le orecchie e schermi o occhiali per proteggere il viso.
La velocità che il razzo ha durante il volo è molto alta. Pur avendo un peso contenuto è in grado di creare lesioni e/o danni nel caso colpisse persone od oggetti.
La fase di caduta è meno veloce della fase di salita, ma comunque abbastanza veloce da essere ugualmente pericolosa.
La costruzione del razzo è un altro momento di rischio: occorre prestare attenzione agli utensili taglienti (richiudere sempre le lame) e persino le colle rapide come i cianoacrilati possono creare seri problemi se usate impropriamente.
La scelta dei materiali è importante per ridurre il rischio di incidenti: usare solo bottiglie per bevande gassate che abbiano il simbolo PET dentro un esagono (PET puro) e non dentro un tondo (PET riciclato) e fare attenzione che queste non abbiano danni (per esempio un graffio profondo è un punto di potenziale rottura). L'uso di parti metalliche aggrava la pericolosità in caso di esplosione, per cui sono sconsigliate.
Prima dell'uso, è buona norma collaudare il razzo riempiendolo completamente con acqua e incrementando lentamente la pressione. L'acqua, come tutti i liquidi, è praticamente incomprimibile, quindi solo una piccola porzione d'aria viene compressa. Ne consegue che l'energia potenziale immagazzinata è bassa e infatti il cedimento del serbatoio è meno violento. Resta comunque opportuno usare le stesse precauzioni che si devono tenere per il serbatoio caricato con aria compressa (distanza e protezione personale).
La pressione di carico durante l'uso del razzo deve essere inferiore a quella massima raggiunta durante il collaudo.

## Competizioni e record
Si tengono annuali competizioni in cui il razzo deve compiere la distanza orizzontale maggiore, fissate le caratteristiche del razzo.
Un'altra sfida appassionante è quella di raggiungere altezze sempre maggiori. Molti appassionati, in piccoli gruppi o singoli, si cimentano in questa corsa e specifiche organizzazioni ne regolamentano i risultati. Grandi altezze vengono raggiunte caricando il razzo con pressioni molto elevate. Le normali bottiglie per bevande gassate possono reggere pressioni di poco superiori alle 10 atmosfere, ma ricoprendo il serbatoio con materiali speciali quali dynema, fibra di carbonio e resine si possono utilizzare pressioni molto più alte che consentono a questi razzi speciali di innalzarsi ad alcune centinaia di metri.
La U.S. Water Rockets è diventata il primo team a livello mondiale a raggiungere e superare l'altezza di 2000 piedi. L'attuale record mondiale spetta al razzo Ascension III, costruito dall'Università di Città del Capo, che il 26/08/2015 ha raggiunto i 2723 piedi (830 m) di altezza stabilendo il nuovo record mondiale.
Potrete trovare una lista aggiornata con tutte le categorie di razzi al sito wra2.org.